# Benar Heifetz
Benar Heifetz (russisch Бенар Хейфец; * 29. Novemberjul. / 11. Dezember 1899greg. in Mogiljow, Russisches Kaiserreich; † 5. April 1974 in Manhasset, New York) war ein russisch-amerikanischer Cellist.

## Familie
Heifetz wurde in der belarussischen Stadt Mogiljow geboren, deren jüdischer Bevölkerungsanteil um 1900 bereits 50 % erreicht hatte und die damals zum Russischen Kaiserreich gehörte. Im Verhältnis zu ihrer Einwohnerzahl stammt aus ihr eine überdurchschnittlich große Zahl an Musikern. So kommen beispielsweise Modest Altschuler, der Gründer des Russian Symphony Orchestra in New York, und der Komponist Irving Berlin aus Mogiljow.
Heifetz heiratete die Pianistin und Musikpädagogin Olga Wolfsthal geb. Band (1898–1984), die Witwe des sehr früh verstorbenen Violinisten und Carl-Flesch-Schülers Josef Wolfsthal. Sie brachte aus dieser Ehe eine kleine Tochter mit in ihre dritte Ehe. Vor ihrer Ehe mit Wolfsthal war sie bereits mit George Szell verheiratet gewesen.
Der Familienname ist – in unterschiedlichen Schreibweisen – sehr weit verbreitet, über die verwandtschaftlichen Beziehungen ist wenig bis nichts belegt. Es gibt zwar immer wieder Fundstellen, in denen eine Verwandtschaft zu anderen Heifetz’ kolportiert wird. Wegen der Berühmtheit des Violinisten Jascha Heifetz beispielsweise haben in der Vergangenheit viele eine direkte oder indirekte Verwandtschaft behauptet, bewiesen wurde sie in keinem bekannten Fall.

## Studium und musikalisches Wirken
Benar Heifetz studierte ab 1911 am Sankt Petersburger Konservatorium und bis zum Abschluss 1917 am Konservatorium Leipzig bei Julius Klengel, der später auch Emanuel Feuermann und Gregor Piatigorsky unterrichtete.
Zwischen 1927 und 1939 spielte er im Kolisch-Quartett, das 1921 als Wiener Streichquartett gegründet worden war. Die Besetzung Rudolf Kolisch (Erste Violine), Felix Khuner (Zweite Violine) und Eugen Lehner (Viola), fokussierte auf Neue Musik, Kolisch war der Schwager von Arnold Schönberg. Zur Saison 1939/40 wurde Heifetz Solocellist im Philadelphia Orchestra. Eugene Ormandy berief im November 1939 Samuel Mayes als weiteren Solocellisten. Nach dem Ende der Saison 1942/43 wechselte Heifetz zum NBC Symphony Orchestra, das von Arturo Toscanini dirigiert wurde. Von 1943 bis zum Ende der Toscanini-Ära 1954 wurden die ersten Bratschen mit Carlton Cooley und Milton Katims besetzt, während die ersten Celli mit Frank Miller und Benar Heifetz besetzt waren.
Heifetz spielte von 1928 bis 1930 auch in dem mit Arnold Schönberg verbundenen Wiener Pierrot lunaire-Ensemble, das mit Erwin Stein (Dirigent), Erika Stiedry-Wagner (Rezitation), Franz Wangler (Flöte, Piccolo), Viktor Polatschek (Klarinette, Bassklarinette), Rudolf Kolisch (Violine, Viola) und Eduard Steuermann (Klavier) in Wien, Heidelberg, Nürnberg und Köln auftrat und am 7. April 1930 in der Central Hall Westminster konzertierte.
Als besonders eindrückliches Beispiel für Heifetz’ Cello-Spiel darf das Konzert mit Camille Saint-Saëns’ Karneval der Tiere gelten, welches am 27. November 1939 aufgenommen wurde,.
In den 1940er und 1960er Jahren spielte Heifetz Streichquintett zusammen mit dem Budapester Streichquartett.
1944 gründete Heifetz mit dem Geiger Alexander Schneider und dem Komponisten Erich Itor Kahn das Albeneri-Trio, das sich, mit Artur Balsam und William Kroll neu formiert, in den 1960er Jahren in Balsam-Kroll-Heifetz-Trio umbenannte und bis in die 1970er Jahre hinein konzertierte.
Ein Schüler von Benar Heifetz war Jules Eskin. Heifetz starb im Alter von 74 Jahren.

## Anmerkung
1. ↑  Das Sterbedatum ist strittig. LexM und New York Times nennen den 5. April 1974. Bei VIAF findet sich der 8. April 1974, bei GND der 11. Dezember 1974.